# Levant Fair
Levant Fair (hebraisk: יריד המזרח, Yarid HaMizrach) var en række internationale udstillinger, der blev afholdt i Tel Aviv i 1930'erne. Det er også kaldenavnet på det sted, hvor messen blev afholdt.

## Galleri
- Den britiske pavillon
- Den polske pavillon

## Eksterne kilder og henvisninger
- Wikimedia Commons har flere filer relateret til Orient Fair
- The Levant Fair in Tel Aviv (1934-6) Arkiveret 16. februar 2011 hos  Wayback Machine.
- "City of Work and Prosperity": The Levant Fair.
- Orient Fair posters.

32°05′54″N 34°46′32″Ø / 32.098222°N 34.775578°Ø